# The Bluff
The Bluff, también The Bluffs, en inglés afro-norteamericano Da Bluff, es una zona de aproximadamente 2,5 km por 2,5 km abordando el centro de Atlanta. Es una zona conocida en toda Atlanta a causa de la venta de drogas, sobre todo de la heroína, en la calle. La zona tiene los índices más altas de pobreza y de crimen en toda Atlanta.